# Jörg Vogeltanz
Jörg Vogeltanz (* 27. August 1968 in Graz) ist ein spartenübergreifender österreichischer Künstler. Ursprünglich Bühnenbildner, wandte er sich 1993 primär dem Genre Comic und Illustration zu und veröffentlichte 1996 in der Grazer Kulturzeitschrift Sterz gemeinsam mit Autor Martin G. Wanko seinen ersten Comic Mahlzeit. Jörg Vogeltanz ist ein Neffe des Geologen, Grafikers und Malers Rudolf Vogeltanz.
Im Jahr 2001 gründete Vogeltanz die comic edition preQuel, einen Kleinverlag für österreichische Comics und Graphic Novels, der 2009 in den gemeinnützigen Verein edition preQuel zur Förderung, Verbreitung und Produktion von Comics, Graphic Novels und anderen Medienformen umgewidmet wurde. Vogeltanz arbeitete von 1998 bis 2021 außerdem als Lehrbeauftragter für Freies Zeichnen an der Fachhochschule Joanneum, sowie seit 2009 für Computergestützte Entwurfsarbeit an der Universität für Musik und darstellende Kunst in Graz, als Grafikdesigner (u. a. als Covergestalter für den Wiener Milena Verlag) und als Regisseur verschiedener Musikvideos, u. a. für Bandprojekte von Christian Fuchs. Von 2009 bis 2010 fungierte er gemeinsam mit Thomas Ballhausen als Herausgeber der medientheoretischen Buchreihe Sequenzen - Beiträge zu Bild, Sound & Text (edition preQuel). 2012 stellte er außerdem u. a. als Regisseur die Produktion der in Graz spielenden Video/TV/Internet-Serie Pantherion (Mystery) nach 2 Jahren Arbeit fertig.
Er ist Gründungsmitglied des Kunstvereins entrancexit in Graz. Von 2014 bis 2017 fungierte er als Präsident von priores (Alumni-Klub der Kunstuniversität Graz).

## Werke (Auswahl)
- Comic Mahlzeit (nach einem Stück von Martin G. Wanko), 1996
- Wie im richtigen Leben, Comic-Anthologie österreichischer Zeichner und Texter, 2001
- Graphic Novel The Anger Diaries 1/1: Der Citoyen (Autor/Artwork: Jörg Vogeltanz), edition preQuel, 2002
- Graphic Novel The Anger Diaries 5/2: Funkschatten (Autoren: Mario Schwarzl und A. Heimo Sver / Artwork: Jörg Vogeltanz) edition preQuel, 2004
- Graphic Novel The Anger Diaries 3/3: Inmates (Autor: Thomas Ballhausen / Artwork: Jörg Vogeltanz) edition preQuel, 2006
- Graphic Novel King No1 (Autor: Oliver Mally / Artwork: Jörg Vogeltanz) edition preQuel, 2007
- Graphic Novel The Anger Diaries 2/4: Wired Worlds (Autor: Thomas Ballhausen / Artwork: Jörg Vogeltanz) edition preQuel, 2009
- Herausgeber/Graphic Design für Sequenzen No.1: Die Ästhetik der Verführung (Autoren: Thomas Ballhausen, Günther Krenn, Elena Messner, Alexander Edelhofer, Martina Wunderer, Kerstin Ohler, Elisabeth Blasch, Antonia Rahofer) edition preQuel, Juni 2009
- Graphic-Novel-Serie w.o.m.d., mit Autor Thomas Ballhausen, im Magazin fleisch, 2009
- Mobilitätsgeschichte: Martin Krusche, Michael Toson & Jörg Vogeltanz: Das Puch-Buch (Einige Puch-Werke), Kuratorium für triviale Mythen, Gleisdorf 2012
- Covergestaltung und Layout zu „Anton Fötsch - Acrylgemälde der letzten Schaffensdekade 1997-2007“, edition entrancexit 2014
- Graphic Novel The Anger Diaries - Trilogy 1 (mit Thomas Ballhausen, Mario Schwarzl und A. Heimo Sver) edition preQuel, CreateSpace Independent Publishing Platform, 2014
- Zeichnungen, Lettering und Inking zu Mission Graz, Heft 3 der Comic-Serie Austrian Superheroes (Script: Harald Havas, Contentkaufmann/Indiekator Wien 2016)

## Filmographie
- Regie, Kamera für Mit einem Bein auf der Bühne - Catherine Clicquot, Kurz-Doku, Berlin 2002
- Animationszeichnungen/PR-Grafik und Website-Gestaltung für Who's Afraid of Kathy Acker?, ein Dokumentarfilm von Barbara Caspar, (2008)
- Pantherion - Reality is debatable (150 min., Pilotfilm zur Video/TV-Serie „Pantherion“, 2012), Regie, Darsteller, Set Design, Script Adaptation, Property Manager, Artwork/PR
- Out Of the Box #01: Gert Maria Hofmann (6 min. 29 s, Video-Kurzportrait des Grazer Künstlers Gert Maria Hofmann im Auftrag des Medienvereins MacGuffin, eine Produktion von edition preQuel sound & vision 2013), Regie, Schnitt
- Radio Manna (7 min. 14 s, Animationskurzfilm zur CD-Produktion „Radio Manna“ (Black Manna) von David Pfister und Dr. Nachtstrom, Produktion von edition preQuel sound & vision 2013), Regie, Schnitt, Original Artwork
- Venus Im Pelz (7 min. 01 s, Musikvideo für Die Buben im Pelz (Christian Fuchs und David Pfister), eine Produktion von edition preQuel sound & vision 2015), Regie, Schnitt
- Animationszeichnungen für Hildegart oder: Projekt SUPERWOMAN, ein Dokumentarfilm von Barbara Caspar, (2015)
- HOME (4 min. 57 s, Musikvideo für Black Palms Orchestra (Christian Fuchs), eine Produktion von edition preQuel sound & vision 2016), Regie, Schnitt
- Animationszeichnungen, Filmgrafik und Poster Design für The Prophet and the Space Aliens, ein Dokumentarfilm von Yoav Shamir, (2020)